# Synne Lea
Synne Lea (* 1974 in Oslo) ist eine norwegische Autorin.

## Leben
Lea wuchs in der norwegischen Hauptstadt Oslo auf. Sie ist bisher durch die Veröffentlichung von zwei Gedichtesammlungen und einem Kinderbuch bekannt geworden, welches 2013 in deutscher Sprache verlegt wurde. Außerdem ist sie Autorin des von Stian Hole illustrierten Kinderbuchs Nattevakt, welches 2013 erschien. Zurzeit arbeitet sie für das Norsk barnebokinstitutt (NBI), ein Institut der Literaturwissenschaft für Kinder und Jugendliche in Oslo, als Beraterin für die Autorenausbildung. 

## Werke
- 2003: Alt er noe annet. Cappelen Damm, Oslo, ISBN 978-82-02-23097-5.
- 2010: Du har et sted år löpe inn. Cappelen Damm, Oslo, ISBN 978-82-04-14114-9.
- 2012: Leo og Mei. Cappelen Damm, Oslo, ISBN 978-82-02-37726-7.
  - 2013: deutsch von Meike Dörries: Leo und das ganze Glück. Ötinger, Hamburg, ISBN 978-3-7891-4180-5.
- 2013: Nattevakt. Cappelen Damm, Oslo, ISBN 978-82-02-41409-2.
  - 2014: niederländisch von Maaike Lahaise: Nachtwacht. Clavis, Amsterdam, ISBN 978-90-448-2344-8.
  - 2014: dänisch von Naja Marie Aidt: Nattevagt. Høst, Kbh., ISBN 978-87-6383466-7.
  - 2016: englisch von John Irons: Night guard. Eerdmans, Michigan, ISBN 978-0-8028-5458-2.

## Preise und Auszeichnungen
- 2013: Nominierung für den Brageprisen für Nattevakt.
- 2013: Nominierung für den Kritikerprisen für Nattevakt.
- 2013: Auszeichnung Eselsohr des Monats für Leo und das ganze Glück.
- 2014: Auszeichnung Die besten 7 Bücher für junge Leser (Deutschlandradio/Focus) für Leo und das ganze Glück.
- 2014: Nominierung Deutscher Jugendliteraturpreis.